# واين ستيفنز (لاعب اتحاد الرغبي)
واين ستيفنز (بالإنجليزية: Wayne Stevens)‏ هو لاعب اتحاد الرغبي جنوب أفريقي، ولد في 17 مايو 1988 في بلومفونتين في جنوب أفريقيا.